# ناویا سینگ
ناویا سینگ (به انگلیسی: Navya Singh)(زاده ۲۳ دسامبر ۱۹۸۹) بازیگر و مدل هندی است.
او یک زن ترنس است.